# Леви, Морис (астроном)
Мори́с Леви́ (фр. Maurice Loewy; 1833—1907) — французский астроном.

## Биография
Мориц Леви родился в еврейской семье, его родители переехали в 1841 году в Вену, чтобы избежать антисемитизма в своём родном городе. Леви стал ассистентом в университетской обсерватории Вены, где посвятил себя небесной механике. Однако, в качестве предпосылки для получения профессуры австрийский министр по делам образования и религии фон Тун требовал крещения. Тогдашний директор обсерватории, Карл Людвиг фон Литров, предложил Леви в 1860 году должность в Парижской обсерватории. Во Франции Леви принял позже французское гражданство.
Леви занимался вычислением орбит астероидов и планет и измерением географических долгот и улучшил таким образом точность публикаций в Connaissance des Temps, официального астрономического ежегодника Франции. Вёл исследования в области оптики, аберрации света и сконструировал длиннофокусный зеркальный телескоп, с помощью которого вместе с ассистентом Пьером Пюизё сделал более 6000 снимков Луны.
В 1872 году Леви был приглашён в Бюро долгот французского Института по определению астрономического времени и долгот. В 1873 году он стал членом Парижской академии наук.
В 1896 году Леви стал директором Парижской обсерватории, он реорганизовывал учреждение и основал отделение физической астрономии. Более 10 лет он работал вместе с Пьером Пюизё (1855—1928) над атласом Луны, составленному из 10 000 фотографий, сделанными экваториальным телескопом. Их «Atlas photographique de la Lun» (1910) служил более чем полвека основой для селенографии. Кроме того, Леви принимал активное участие в международном проекте Carte du Ciel по составлению фотографической карты звёздного неба, который, однако, так и не был завершён.
Морис Леви умер в 1907 году в Париже от остановки сердца.

## Эпонимы
В честь учёного назван кратер на Луне.
- В честь жены астронома назван астероид (253) Матильда, открытый в 1885 году.